# Erzbischof Sibour (pera)
Erzbischof Sibour (en España: 'Arzobispo Sibour') es una variedad antigua cultivar de pera europea Pyrus communis. Esta pera fue criada en Jodoigne (Bélgica). Las frutas tienen una pulpa de color blanco amarillento y jugosa. La pera es rica en azúcar y sabrosa.

## Sinonimia
- "Pera Arzobispo Sibour" en España,[5][6][4]
- "Archevêque Sibour poire" en Francia.

## Historia
La variedad de pera 'Erzbischof Sibour' fue criada por Grégoire Nélis en Jodoigne y dio sus frutos por primera vez en 1855. Más tarde, el criador los nombró en honor a Auguste Sibour, el arzobispo de París que murió en 1857.

## Características
El pomólogo Alexandre Bivort describió las peras 'Erzbischof Sibour' como bastante grandes con una piel áspera, verde claro y luego amarillenta. Presentando un sobre color marrón rojizo oxidado y veteado. La pulpa es de color blanco amarillento y jugosa. La pera es rica en azúcar y sabrosa. La época de la cosecha es solo en noviembre.
Franz Jahn agrega en la descripción de la variedad 'Erzbischof Sibour' que tiene un sabor dulce y picante y solo está listo para ser cosechado a fines de noviembre y en diciembre. El árbol es un poco lento con ramas finas que crecen casi horizontalmente.